# Presidenza di Bantam
L'Presidenza di Bantam (in inglese: Presidency of Bantam) era una Agenzia dell'India della Compagnia britannica delle Indie orientali. 
Fondata nel 1617, la presidenza esercitò la sua autorità su tutti i fondachi della Compagnia in India, tra cui le agenzie di Madras, Masulipatnam e Surat. I responsabili di Bantam risultarono strumentali nella fondazione della colonia di Madraspatnam nel 1639 con Fort St. George, che poi crebbe nella moderna città di Madras. La presidenza di Bantam iniziò da quel momento la sua lenta decadenza, venendo degradata a provincia nel 1630 per poi essere restaurata nel 1634 e poi nuovamente degradata nel 1653, quando le frequenti ostilità degli olandesi spinsero gli inglesi a spostare la capitale dei loro possedimenti coloniali a Madras. Bantam rimase un'agenzia sotto la sovranità di Madras e poi di Surat sino agli anni '80 del Seicento, quando il commercio si spostò a Bencoolen a Sumatra. Il fondaco di Bantam sopravvisse sino al trattato anglo-olandese del 1824 quando tutte le colonie inglesi delle Indie orientali passarono agli olandesi in cambio della penisola malese.  

## Storia
Nel dicembre del 1602, una flotta di navi della Compagnia delle Indie orientali comandata da James Lancaster raggiunse Bantam e negoziò col sultano locale sul commercio del pepe e sulla fondazione di un primo insediamento sul posto. Venne aperto dunque un fondaco con otto responsabili capeggiati da William Starkey col ruolo di governatore e Thomas Morgan come suo vice. Bantam fu uno dei possedimenti più antichi della Compagnia britannica delle Indie orientali e la più antica delle colonie indiane. Sette degli otto responsabili ad ogni modo morirono con Morgan nell'aprile del 1603 e Starkey stesso però nel giugno di quello stesso anno. Starkey venne succeduto come governatore da Edmund Scott. Quando un secondo viaggio comandato da Sir Henry Middleton raggiunse Bantam, Scott venne succeduto come governatore dall'unico membro della spedizione rimasto vivo. I primi giorni della colonia, come si può notare, furono funestati da numerose morti per malattia oltre che dalle ostilità olandesi. Scott venne succeduto da John Saris che divenne il secondo inglese dopo William Adams a mettere piede in Giappone.
Dopo negoziati vittoriosi con l'imperatore moghul Jahangir, la Compagnia britannica delle Indie orientali ottenne il permesso di commerciare con l'India e di aprire un fondaco a Masulipatnam (nel 1610) ed a Surat (nel 1612). Ma Bantam rimase il possedimento principale anche se venne rapidamente eclissato per importanza da Surat la cui posizione venne ulteriormente rafforzata dalla vittoria inglese sui portoghesi nella battaglia di Swally (1612 - 1614). Nel 1617, la posizione di Bantam venne migliorata ancor più dal fatto che il suo governatore venne designato quale nuovo presidente ed ottenne il controllo di tutti i fondachi inglesi nel sudest asiatico ed in India, tra cui Masulipatnam e Surat. Due ann dopo, nel 1619, gli inglesi firmarono il "Trattato di Difesa" con gli olandesi coi quali si impegnarono a non attaccarsi reciprocamente.
Ad ogni modo, poco dopo la conclusione della pace, le ostilità ripresero e l'allora presidente di Bantam, Towerson, venne catturato dagli olandesi nel febbraio del 1623 e poi giustiziato. Quest'azione venne seguita da un attacco di massa a tutti gli insediamenti inglesi nel sudest asiatico. Dal 1624, gli inglesi vennero costretti a lasciare le Indie orientali, la penisola malese ed il Siam. Il fondaco di Bantam venne ripreso nel 1629 ma venne subordinato a Surat. Bantam continuò a funzionare come agenzia di Surat sino al 1634-35 quando venne restaurata la presidenza locale.
Nel 1628, i responsabili inglesi a Masulipatnam vennero costretti a spostare i centri di produzione ad Armagaon a causa delle crescenti ostilità del sultano di Golconda. L'agenzia di Masulipatnam venne restaurata nel 1632, ma il fondaco di Armagaon entrò in declino per il clima pessimo dell'area. Costretto a cercare una nuova base, il responsabile Francis Day di Masulipatnam sbarcò alla città di Madraspatnam più a sud nell'anno 1639 e concluse un accordo col raja di Chandragiri per installarvi delle fabbriche. L'anno successivo, il fondaco di Armagaon venne spostato a Madraspatnam e venne istituita un'agenzia con a capo Andrew Cogan come agente. Fort St. George venne costruito nel 1644.  
Col peggiorare delle relazioni anglo-olandesi, il fondaco di Bantam venne infine abbandonato e la sede della presidenza venne spostata definitivamente a Madras nel 1653. Il fondaco di Bantam venne parzialmente ripreso per breve tempo, per poi cadere nuovamente nell'oblio, venendo catturato poi dagli olandesi nel 1682 e ripreso dagli inglesi tre anni più tardi. La linea del commercio delle spezie si era ormai spostata a Bencoolen presso Sumatra. Gli olandesi, ancora una volta, conquistarono Bantam ma permisero agli inglesi di rimanervi come mercanti. Il fondaco passò permanentemente nelle mani degli olandesi dal 1824.

## Agenzie
Quando la presidenza di Bantam venne costituita nel 1617, due erano le agenzie subordinate alla presidenza di Bantam, quella di Masulipatnam e quella di Surat, ma altre se ne aggiunsero in seguito:
- Masulipatnam 1610 - 1629, 1634 - 1653
- Pattani 1610 - 1623
- Pettipollee
- Mocha 1618
- Jask 1619
- Macassar
- Acin
- Agra 1620
- Patna 1620
- Ormuz 1622
- Armagaon 1625 - 1653
- Thatta 1634

## Elenco dei governatori di Bantam
- William Starkey 1602 - 1603
- Edmund Scott 1603 - 1605
- John Saris 1605 - 1609
- Augustine Spalding 1609
- Henworth 1609 -1610
- Edward Needles 1610
- Richard Woodies 1610 -1614
- John Jourdain 1614 - 1615
- George Berkeley 1615 - 1617

## Elenco dei presidenti
- George Ball (marzo 1617 - settembre 1618)
- John Jackson 1618 - 1619
- John Powell 1619
- Gabriel Towerson 1619 - 1622
- George Willoughby 1624 - 1630
- George Willoughby 1632 - 1636
- Robert Coulson 1636 - 1639
- Aaron Baker 1639 - 1641
- Ralph Cartwright 1641 - 1646
- Aaron Baker 1646 - 1649
- Frederick Skinner 1649 - 1652